# Camaegeria sophax
Camaegeria sophax is een vlinder uit de familie wespvlinders (Sesiidae), onderfamilie Sesiinae. De wetenschappelijke naam van deze soort is, als Aegeria sophax, voor het eerst geldig gepubliceerd in 1899 door Herbert Druce.
De soort komt voor in tropisch Afrika. Het type werd door Monteiro in Baia de Maputo, Mozambique, verzameld en wordt bewaard in BMNH. Bartsch & Berg plaatsten de soort in 2012 in het geslacht Camaegeria.

## Synoniemen
- Aegeria sophax Druce, 1899
  - Tipulamima sophax (Druce, 1899)